# José Altuve
José Carlos Altuve (Puerto Cabello, 6 maggio 1990) è un giocatore di baseball venezuelano, di ruolo seconda base per gli Houston Astros della Major League Baseball (MLB).

## Carriera
Altuve firmò come free agent amatoriale il 6 marzo 2007 con gli Houston Astros, partecipando durante la stagione alla Venezuelan Summer League. L'anno successivo giocò nella classe Rookie negli states e nel 2009 continuò nella Rookie, debuttando nel corso della stagione anche nella classe A-breve. Nel 2010 venne schierato prevalentemente nella classe A e disputò alcune partite nella classe A-avanzata.
Debuttò nella MLB il 20 luglio 2011, al Minute Maid Park di Houston contro i Washington Nationals. Pareggiò il record di franchigia per il maggior numero di valide a inizio carriera, con 7. Il suo primo home run fu un fuoricampo interno il 20 agosto 2011. Concluse la stagione con 57 partite disputate nella MLB e 87 nella minor league (52 nella classe A-avanzata e 35 nella Doppia-A).
Nella sua seconda stagione fu convocato per il suo primo All-Star Game . Il luglio 2013, Altuve firmò con gli Astros un rinnovo contrattuale quadriennale del valore di 12,5 milioni di dollari.

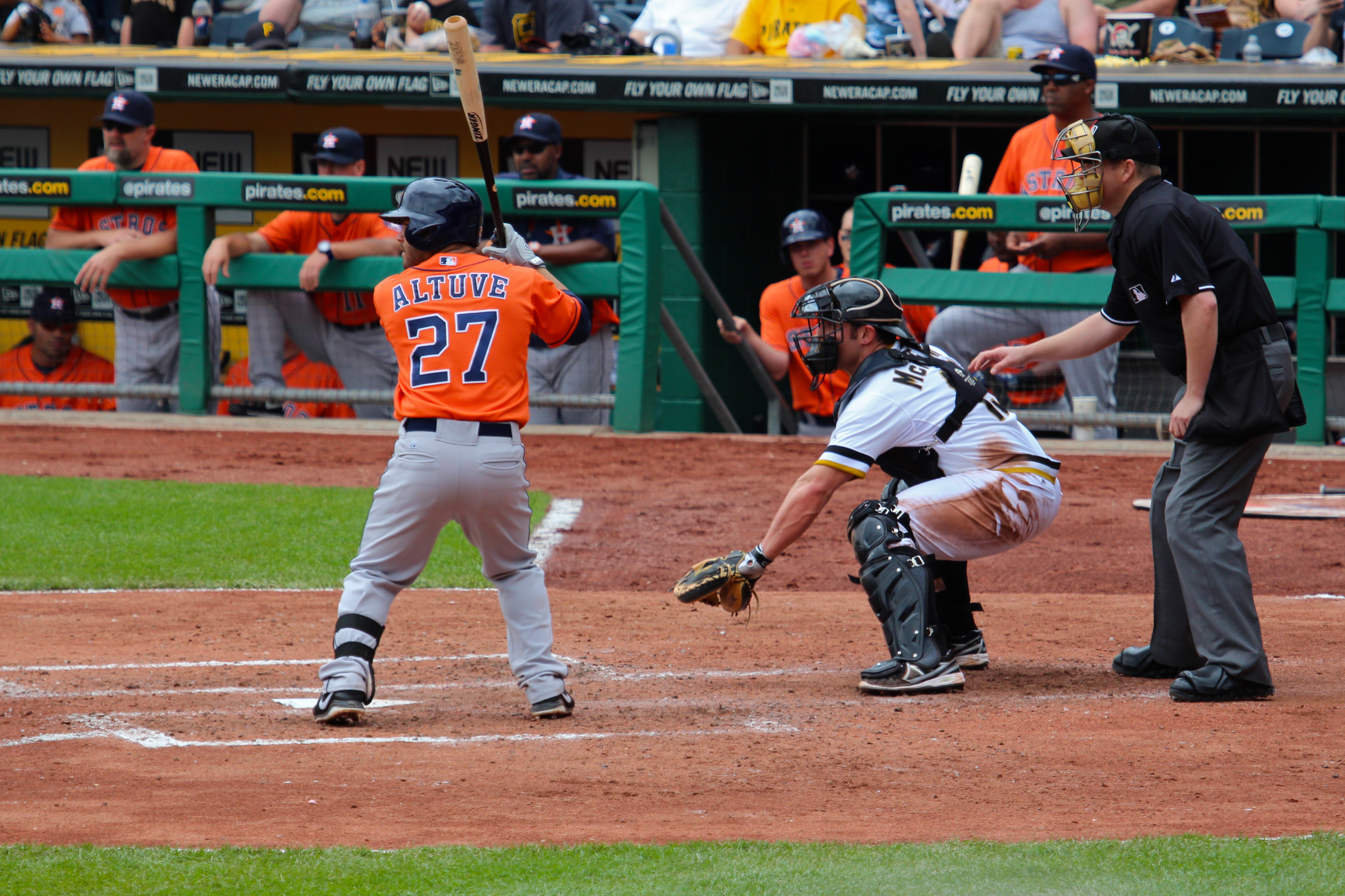
Altuve in battuta contro i Pittsburgh Pirates il 19 maggio 2013

Il 29 giugno 2014, Altuve rubò due basi in una gara contro i Detroit Tigers. Questo lo rese il primo giocatore della MLB da Ray Chapman nel 1917 a rubare due o più basi per quattro gare consecutive. Nel 2014 divenne il primo giocatore dal 1933 ad avere accumulato 130 valide e 40 basi rubate prima della pausa per l'All-Star Game, a cui fu convocato per la seconda volta. La sua stagione si chiuse guidando la MLB in valide (225) e media battuta (.341) oltre a guidare l'American League in basi rubate.
L'11 settembre 2015, Altuve batté la sua valida numero 800, superando il record di franchigia di Craig Biggio per la rapidità con cui tagliò tale traguardo. L'anno seguente fu convocato per il suo quarto All-Star Game dopo avere guidato nuovamente la MLB con 2016 valide, oltre a un nuovo primato personale di 24 fuoricampo e guidando la AL con una media di .338.
Il 2 luglio 2017, Altuve fu convocato come titolare per il quinto All-Star Game della carriera. La sua annata si chiude guidando la MLB con una media battuta di .346 e la AL con 204 valide, oltre a 39 doppi, 32 basi rubate, 24 fuoricampo e 84 RBI. Gli Astros terminarono con un bilancio di 101-61, vincendo la Central division. Altuve divenne il quinto battitore dal 1947, anno dell'integrazione razziale della lega, a fare registrare 4 stagioni consecutive da 200 valide, dopo Ichirō Suzuki (2001-2010), Michael Young (2003-07), Kirby Puckett (1986-89) e Wade Boggs (1983-89). Divenne inoltre il primo giocatore della storia della Major League a guidare la propria lega in valide per 4 anni consecutivi (Ichiro Suzuki vi riuscì dal 2006 al 2010 ma nel 2008 a pari merito con Dustin Pedroia). Per queste prestazioni fu premiato con l'Hank Aaron Award come miglior battitore della AL e con il quinto Silver Slugger Award.

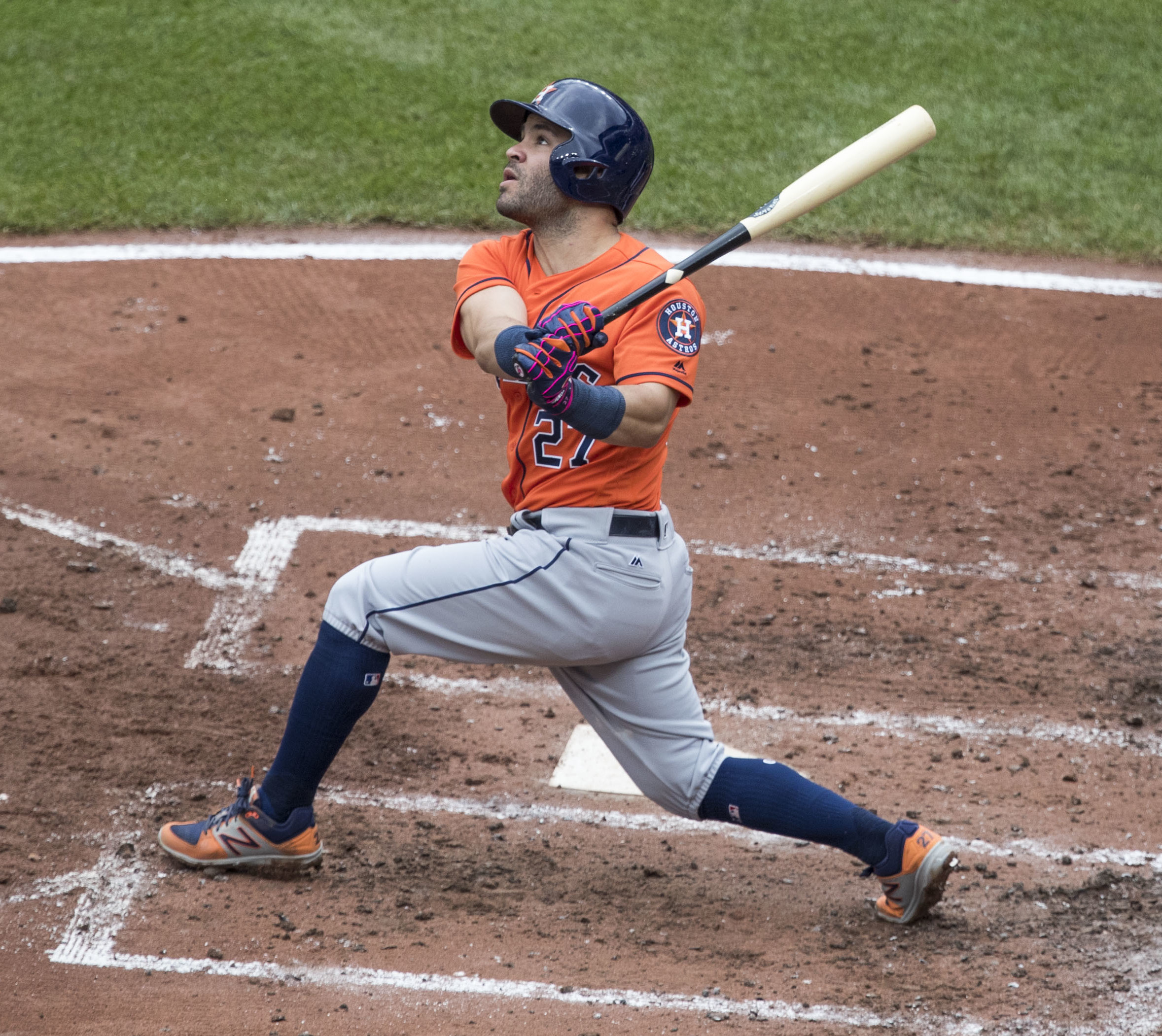
Altuve in battuta il 23 luglio 2017 contro gli Orioles

In gara 1 delle American League Division Series contro i Boston Red Sox, Altuve batté per la prima volta in carriera 3 fuoricampo in una partita, diventando il decimo giocatore della storia a riuscirvi nei playoff. Gli Astros affrontarono i New York Yankees nelle American League Championship Series (ALCS). Altuve e l'attacco della squadra affrontarono delle gare negative nel mezzo della serie, perdendo le tre gare allo Yankee Stadium. Si ripresero però vincendo gara 6 e gare 7, nella seconda delle quali batté un home run, qualificandosi per le World Series 2017 contro i Los Angeles Dodgers. Dopo un fuoricampo in gara 2, Altuve ne batté un altro nel quinto inning di gara 5, dopo di che batté un doppio nell'ottavo, con la squadra che andò poi a vincere 13–12 nella decima ripresa. Alla fine furono gli Astros a prevalere in sette gare, conquistando il primo titolo in 56 anni di storia. Il 16 novembre, Altuve fu premiato come MVP dell'American League, il secondo giocatore degli Astros a vincere tale riconoscimento. Il 26 dicembre 2017 l'Associated Press premiò Altuve come Atleta maschile dell'anno, il primo non statunitense da Ben Johnson nel 1987.

## Palmarès

### Club
- World Series: 1

Houston Astros: 2017

### Individuale
- MVP dell'American League: 1

2017
- MVP dell'American League Championship Series: 1

2019
- MLB All-Star: 7

2012, 2014–2018, 2021
- Guanti d'oro: 1

2015
- Silver Slugger Award: 5

2014–2018
- Lou Gehrig Memorial Award: 1

2016
- Hank Aaron Award: 1

2017
- Babe Ruth Award: 1

2017
- Miglior battitore dell'American League: 3

2014, 2016, 2017
- Leader dell'American League in basi rubate: 2

2014, 2016
- Leader dell'American League in valide: 4

2014-2017
- Giocatore del mese dell'American League: 2

(giugno 2016, luglio 2017)
- Giocatore della settimana dell'American League: 3

(3 maggio 2015, 17 aprile 2016, 9 luglio 2017)
- Atleta dell'anno dell'Associated Press - 2017